# Apotetamenus politus
Apotetamenus politus är en insektsart som först beskrevs av Bruner, L. 1915.  Apotetamenus politus ingår i släktet Apotetamenus och familjen Anostostomatidae. Inga underarter finns listade i Catalogue of Life.